# ملک‌المتکلمین

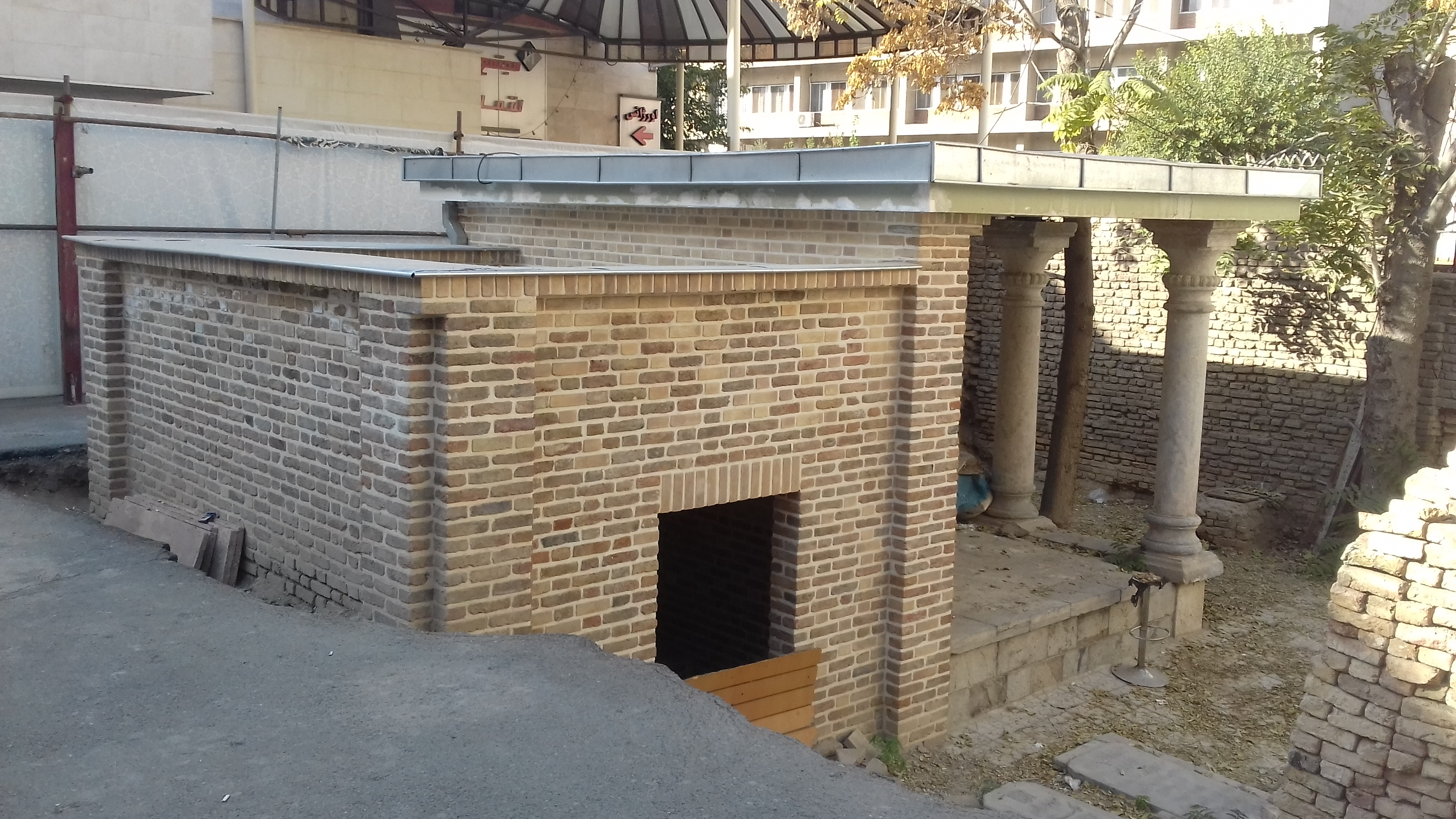
مزار ملک المتکلمین در محل محوطه ضلع جنوبی بیمارستان لقمان در تهران

حاجی میرزا نصرالله ملک‌المتکلّمین (۱۲۳۹ – ۲ تیر ۱۲۸۷) از خطیبان مشهور دوره مشروطیت و در شمار یکی از اصلی‌ترین واعظان مشروطه‌خواه شناخته شده‌است. او یکی از مدیران انجمن باغ میکده و از بنیان‌گذاران مدارس جدید بود که پس از توپ بستن مجلس دستگیر شد و در باغشاه در مقابل محمدعلی‌شاه به شهادت رسید.

## زندگی
حاجی میرزا نصرالله بهشتی، معروف به ملک‌المتکلّمین، فرزند محسن بهشتی، پس از تحصیلات مقدّماتی به فراگرفتن علم حکمت الهی پرداخت و یک دورهٔ کامل فلسفه را نزد آخوند ملّا صالح فریدنی آموخت. وی در ۲۲ سالگی به مکّه سفر کرد و در هنگام بازگشت، به هندوستان رفت؛ دو سال در آنجا تحصیل نمود و مدرسه‌ای به سبک جدید و به نام خودش در بمبئی تأسیس کرد. او کتابی به نام «مِن الحق الی الحق» برای بیداری مسلمانان نوشت که فرقهٔ اسماعیلیه را علیه خود برانگیخت و منجر به تبعیدش از هندوستان و بازگشت به ایران شد. همچنین، او کتابی به نام رؤیای صادقه نوشت و در اندک زمانی در سراسر ایران و بعضی از کشورهای خارجی منتشر شد. ملک المتکلمین در بوشهر با سید جمال‌الدین اسدآبادی ملاقات کرد. سپس به اصفهان رفت و به موعظه پرداخت. وی بعد از مخالفت‌هایی، به آذربایجان و از آنجا به تهران و سپس بادکوبه (باکو) رفت و با طالبوف دیدار کرد و به کمک تجار، مدرسهٔ ایرانیان بادکوبه را تأسیس کرد. بعد از مدتی، از رفتنش به اروپا ممانعت شد و او از عشق‌آباد به مشهد رفت. وی از مشروطه‌خواهان و خطیبی زبردست بود. سرانجام بعد از به‌توپ‌بسته‌شدن مجلس به فرمان محمدعلی‌شاه، او را در باغ شاه خفه کردند.

### خانواده

مهدی ملک‌زاده فرزند ملک‌المتکلمین (از تاریخ نگاران پیرو آیین بیانی)

مهدی ملک‌زاده نویسنده کتاب «تاریخ انقلاب مشروطیت ایران»، فرزند اوست.

## تکاپوهای مشروطه‌خواهانه
ملک المتکلمین در سخنرانی‌های خود به سختی به محمد علی شاه می‌تاخت. به نوشته شیخ محمدمهدی شریف کاشانی رئیس انجمن باغ میکده او، برجسته‌ترین واعظ در اظهارات قبایح اعمال و افعال سابقه استبداد، و ظلم‌های دولتیان بود و بدون ملاحظه سخن می‌گفت برخی محققان وی را از اصحاب شیخ هادی نجم‌آبادی دانسته و به نقش کسانی چون شیخ، سید جمال الدین اسدآبادی و سید محمد طباطبایی در افزایش تمایلات آزادی‌خواهی او اشاره کرده‌اند.

## دین
ملک‌المتکلمین، مانند جمال‌الدین واعظ اصفهانی، یحیی دولت‌آبادی و احمد روحی...، یکی از بابیان مشروطه‌خواه بود.
به اعتقاد اکبر ثبوت برخی از مدعیان دینداری به سبب اغراض حقیر سیاسی و درگیر یهای پوچ جناحی، سعی در مسخ و تاریک کردن زندگی سیاسی و اجتماعی وی دارند و به ملک المتکلمین و سایر فعالان جنبش مشروطه اتهام بابی بودن زده‌اند، این درحالی است که روش و منش زندگی اجتماعی وی خلاف آنرا اثبات می‌کند.

## کشته شدن
در سال ۱۲۸۷ خورشیدی (۱۳۲۶ قمری)، محمدعلیشاه قاجار پس از آن که با مشروطه‌خواهان و مجلس از در مخالفت درآمد، مرکز فرماندهی خود را در باغ‌شاه قرار داد، شاه با این کار می‌خواست از شهر بیرون رفته و در باغشاه لشکر بیاراید و به آسانی با مشروطه نبرد کند.

محمدعلی‌شاه دستخطی بدین شرح داد: 
«جناب اشرف مشیرالسلطنه، چون هوای تهران گرم و تحملش بر ما سخت بود از اینرو به باغشاه حرکت فرمودیم، پنجشنبه ۴ جمادی‌الاولی، عمارت باغشاه.»
 سپس هشت تن از آزادیخواهان را فراخواند که شش تن آنان بدین شرح نام برده می‌شوند: جهانگیرخان صور اسرافیل، سید محمدرضا مساوات شیرازی، ملک‌المتکلمین، سید جمال‌الدین واعظ اصفهانی، بهاءالواعظین و میرزا داودخان. ولی مجلس با این درخواست مخالفت داشت و سرانجام در اثر ایستادگی و سرپیچی از فرمان شاه، مجلس به توپ بسته شد، وکلا از مجلس پراکنده شدند، سید عبدالله بهبهانی و ملک المتکلمین و میرزا جهانگیرخان و چند تن دیگر را سربازان دستگیر کردند و به باغشاه بردند. ملک‌المتکلمین و میرزا جهانگیرخان و قاضی ارداقی را در باغشاه، پس از شکنجه در برابر محمدعلی شاه کشتند.

## آرامگاه

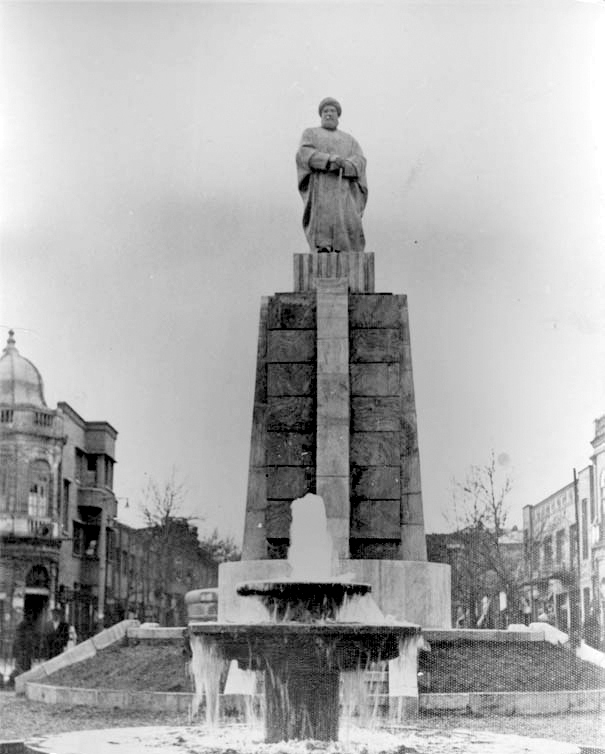
تندیس ملک‌المتکلمین در میدان حسن‌آباد

آرامگاه او در تهران در خیابان مخصوص جنب بیمارستان لقمان کوچهٔ شهید ابراهیمی انتهای کوچه در آبی رنگ سمت چپ قرار گرفته‌است. در حیاط خانه‌ای که گفته می‌شود پس از اعدام وی و صور اسرافیل، آن‌ها را شبانه و پنهانی به آنجا آورده‌اند و دفن کرده‌اند. این مقبره‌ها در حیاط یک ملک قدیمی - که مالک آن در دسترس نیست - قرار گرفته و در حال تخریب است. بیمارستان لقمان نیز قصد گسترش فضای بیمارستان را دارد و احتمالاً این مقبره‌ها در طرح بیمارستان قرار می‌گیرد.

## نقد

سند دستخطی از عباس افندی عبدالبهاء که در آن به ازلی‌ها (امت یحیای بی وفا) تاخته و ملک‌المتکلمین و میرزا جهانگیرخان شیرازی را (ملک الخرمین) و (صور و ناقور) نام داده‌است.

ناظم‌الاسلام کرمانی دربارهٔ او نوشته‌است:
... ملک‌المتکلمین دلش برای مشروطه نسوخته بود؛ دخل می‌خواست و الا وقت‌کشتن نمی‌گفت اگر شاه مرا نگاه دارد از وجودم نفع خواهد برد و اگر مشروطه‌طلب واقعی بود، برای ظل‌السلطان و سالارالدوله جان نمی‌کند؛ و اگر مشروطه‌خواه بود، در عرض دو سال، بیست هزار تومان ملک نمی‌خرید و کذا سیدجمال… بنده هم به این جهت خیلی کله می‌باشم… با این رفقای منافق نمی‌سازد.
مجدالاسلام کرمانی (دوست صمیمی‌اش) دربارهٔ او چنین گفته‌است:
اگر بعضی از عیوب در وجود او نبود، یکی از بزرگان دنیا شمرده می‌شد؛ ولی افسوس که طمع فوق‌العاده و میل به جمع اموال در مزاج او رسوخی تمام داشت. گذشته از آن در عهد خود، پایدار نبود؛ بلکه خیلی ابن‌الوقت و از اهل این دوره بود. هرگز نمی‌توانست از پول چشم بپوشد و هرگز حاضر نمی‌شد دربارهٔ دوستان خود استقامت ورزد؛ بلکه مکرر دیده شد که برای جزیی وجهی [مبلغ ناچیزی]، از دوستان خود اغماض می‌کرد و اینکه با مساوات و صوراسرافیل و چند نفر ناطق زبردست خود تا مدتی راه می‌رفت، جهتش همان بود که املاک سالارالدوله تماماً یعنی آنچه در تهران داشت، در تصرف او بود و مصرف عایدات آن املاک، همین قسم مصارف بود. در چنین حالی، باز گاهی به طرف ظل‌السلطان می‌رفت و گاهی از شعاع‌السلطنه انعامی می‌گرفت و شاید اگر در نقشه‌اش پیشرفتی حاصل می‌شد سالارالدوله را هم فراموش می‌کرد و کار را برحسب اقتضای وقت و زیادی رشوه مقرر می‌نمود…»

## یادبود
پیش از انقلاب ۱۳۵۷ تندیسی از او در میدان حسن‌آباد تهران برپا بود که به علتی نامشخص به انبار پارک شهر انتقال یافت. این مجسمه به ارتفاع سه متر و از جنس برنز بود و سازنده آن ابوالحسن صدیقی بود. در سال ۱۳۹۸، احمد مسجدجامعی، رئیس شورای شهر تهران اعلام کرد که این تندیس ناپدید شده یا به سرقت رفته‌است.